# Budzieszowce (przystanek kolejowy)
Budzieszowce - były przystanek osobowy w Budzieszowcach w Polsce, w województwie zachodniopomorskim, w powiecie goleniowskim, w gminie Maszewo.